# Jérémy Masson
Jérémy Masson (* 6. Oktober 1987 in Moûtiers) ist ein ehemaliger französischer Shorttracker.

## Werdegang
Masson trat international erstmals bei den Juniorenweltmeisterschaften 2005 in Belgrad in Erscheinung, wobei er den 39. Platz im Mehrkampf errang. Im folgenden Jahr kam er bei den Juniorenweltmeisterschaften in Miercurea Ciuc auf den 26. Platz im Mehrkampf und gewann die Goldmedaille mit der Staffel. In der Saison 2006/07 wurde er bei den Europameisterschaften 2007 in Sheffield Vierter mit der Staffel und lief bei den Juniorenweltmeisterschaften 2007 in Mladá Boleslav auf den 22. Platz im Mehrkampf. Zudem holte er dort die Bronzemedaille mit der Staffel. In den folgenden Jahren gewann er bei den Europameisterschaften im Januar 2008 in Ventspils die Bronzemedaille mit der Staffel und errang den 38. Platz im Mehrkampf sowie bei den Europameisterschaften 2009 in Turin den vierten Platz mit der Staffel. In der Saison 2009/10 belegte er bei den Teamweltmeisterschaften 2010 in Bormio den sechsten Platz und bei den Europameisterschaften 2010 in Dresden den vierten Platz mit der Staffel. Beim Saisonhöhepunkt, den Olympischen Winterspielen 2010 in Vancouver, wurde er Fünfter mit der Staffel. 
Nachdem Masson zu Beginn der Saison 2010/11 in Montreal mit dem zweiten Platz mit der Staffel seine erste Podestplatzierung im Weltcup errang. kam er bei den Europameisterschaften 2011 in Heerenveen auf den 13. Platz im Mehrkampf und in Moskau mit dem zweiten Platz mit der Staffel letztmals im Weltcup aufs Podest. Bei den Weltmeisterschaften 2011 in Sheffield belegte er den 32. Platz über 1000 m, den 25. Rang über 500 m und den 22. Platz über 1500 m. Außerdem nahm er bei der Winter-Universiade 2011 in Erzurum an drei Läufen teil, wobei der 20. Platz über 1500 m sein bestes Ergebnis war. In den folgenden Jahren errang er bei den Europameisterschaften 2012 in Mladá Boleslav den 21. Platz im Mehrkampf, bei den Europameisterschaften 2013 in Malmö den siebten Rang mit der Staffel und bei der Winter-Universiade 2013 in Trient den 26. Platz über 500 m, den 24. Platz über 1000 m sowie den 11. Platz über 1500 m. In der Saison 2014/15 gewann er bei der Winter-Universiade 2015 in Granada die Bronzemedaille mit der Staffel und absolvierte in Montreal seinen letzten Weltcup, welchen er auf dem 23. Platz über 500 m beendete.

## Erfolge

### Olympische Spiele
- 2010 Vancouver: 5. Platz Staffel

### Shorttrack-Weltmeisterschaften
- 2011 Sheffield: 22. Platz 1500 m, 25. Platz 500 m, 32. Platz 1000 m

### Team-Weltmeisterschaften
- 2010 Bormio: 6. Platz

### Europameisterschaften
- 2007 Sheffield: 4. Platz Staffel
- 2008 Ventspils: 3. Platz Staffel, 38. Platz Mehrkampf
- 2009 Turin: 4. Platz Staffel
- 2010 Dresden: 4. Platz Staffel
- 2011 Heerenveen: 13. Platz Mehrkampf
- 2012 Mladá Boleslav: 21. Platz Mehrkampf
- 2013 Malmö: 7. Platz Staffel

## Persönliche Bestleistungen
| Disziplin | Zeit         | Datum             | Ort        |
| --------- | ------------ | ----------------- | ---------- |
| 500 m     | 41,968 s     | 19. Dezember 2013 | Trient     |
| 1000 m    | 1:27,247 min | 20. Dezember 2013 | Trient     |
| 1500 m    | 2:17,102 min | 14. Januar 2011   | Heerenveen |